# Tansjön
Tansjön är en sjö i Bengtsfors kommun och Åmåls kommun i Dalsland och ingår i Göta älvs huvudavrinningsområde. Sjön är 38 meter djup, har en yta på 1,66 kvadratkilometer och befinner sig 115,3 meter över havet. Sjön avvattnas av vattendraget Verkälven. Vid provfiske har bland annat abborre, gers, gädda och löja fångats i sjön.

## Delavrinningsområde
Tansjön ingår i det delavrinningsområde (654628-130568) som SMHI kallar för Utloppet av Tansjön. Medelhöjden är 161 meter över havet och ytan är 11,47 kvadratkilometer. Det finns inga avrinningsområden uppströms utan avrinningsområdet är högsta punkten. Verkälven som avvattnar avrinningsområdet har biflödesordning 4, vilket innebär att vattnet flödar genom totalt 4 vattendrag innan det når havet efter 191 kilometer. Avrinningsområdet består mestadels av skog (83 procent). Avrinningsområdet har 1,67 kvadratkilometer vattenytor vilket ger det en sjöprocent på 13,5 procent.

## Fisk
Vid provfiske har följande fisk fångats i sjön:
- Abborre
- Gärs
- Gädda
- Löja
- Mört
- Nors
- Siklöja